# 天下一将棋会
『天下一将棋会』（てんかいちしょうぎかい）はコナミデジタルエンタテインメントが2010年1月20日に稼働開始したアーケード将棋（本将棋）ゲームである。e-AMUSEMENT対応で全国のプレイヤーと対戦できる。麻雀格闘倶楽部と同じ「格闘倶楽部シリーズ」（ファイトクラブシリーズ）と位置付けられており、麻雀格闘倶楽部と同じ筐体を流用している（スタンダードキャンビネット・ニューキャビネット。センターモニターは使用せず、ランキングはクライアントで閲覧可能）。コンピュータの思考エンジンはBonanzaを使用している。
続編である『日本将棋連盟公認 天下一将棋会2』（にほんしょうぎれんめいこうにん てんかいちしょうぎかい ツー）では日本将棋連盟所属のプロ棋士・女流棋士20名が登場する。2014年5月29日より、家庭のPCからゲームセンターのプレイヤーと対戦できるe-AMUSEMENT CLOUD（現・コナステ）のサービスを開始した（Android版は2019年11月12日より開始）。
本項では続編を含めたシリーズ全体について述べる。

## シリーズ作品
天下一将棋会
2010年1月20日稼働開始。2011年8月31日にe-AMUSEMENTサービス終了。
日本将棋連盟公認 天下一将棋会2
2011年2月9日稼働開始。PASELI対応。
以下1作目を「将棋会1」、2作目を「将棋会2」と記述する。

## ゲームシステム

### ゲームモード
全国段位別対局（1）
全国のプレイヤーとオンライン対戦を行う。段位別でマッチングされるため、実力の近いプレイヤーと対戦できる。対戦相手が見つからない場合は見つかるまでCPU対局となる。
全国順位戦・全国登竜門戦（2）
将棋会2では「全国順位戦」「全国登竜門戦」モードに分かれた。全国登竜門戦で一定数勝利すると全国順位戦に参加でき、全国順位戦では成績に応じて所属する組が変動する。
「全国順位戦」はプロ将棋の順位戦と同様のA級、B級（1組・2組）、C級（1組・2組）の5つに分けられている。
CPU対局
コンピュータと対戦する。コンピュータにはレベルが設定されており、高いレベル（最高でレベル25までで、棋力はプロ棋士と同じ棋力。ちなみに2010年6月現在、レベル25のCPUに勝利した対局者は35人いる）のCPUと対戦するためにはその下のレベルのCPUに勝利する必要がある場合もある。また、レベルの低いCPUに勝利しても報酬が得られない場合もある。
オンライン対局の対戦者待ちとしてCPU対局中に対戦者が見つかった場合はそのままオンライン対戦に移行するが、2012年2月のアップデートより「プロ棋士の魂」など特別な条件の時は終局まで指すことも可能になった。
2010年4月のアップデートで初心者専用CPUとの対局が追加された。この対局では重要な駒を示す「注目手」や駒を取られてしまう「注意手」、一手戻す「待った」やそれぞれの駒の移動可能なマスが表示されている「初心者用駒」などのサポート機能が使える。一部の機能は級位者に限り全モードで使用可能。
店内対局（1）・店内真剣勝負（2）
段位に関わらず店内のプレイヤーと対戦する。宝玉・経験値などは変動しない。将棋会2では「店内真剣勝負」モードと名称が変更され、店内対戦で勝利した回数が表示されるようになった。

### 操作方法
ゲーム開始前
e-AMUSEMENT PASSまたは電子マネー機能付き携帯電話をカードリーダーに当て（将棋会1ではe-AMUSEMENT PASSをカードスロットに挿入する）、クレジット（現金投入）かPASELIのどちらを使用するか選択する（PASELI非対応・PASELIの非使用設定・将棋会1の場合は自動的にクレジットプレイとなる）。カードなしのゲストプレイも可能。
ゲーム中の操作
タッチパネルを1回タッチすることで動かす駒を指定し、次に盤上の指したい場所をタッチすることで駒を指す。駒を指定した時点で指せる場所が明るく表示される。禁じ手（二歩、打ち歩詰めなど）は指せず、暗く表示される。

### ルール
将棋そのもののルールについては将棋の項目を参照のこと。
独自ルール
200手を超えても決着がつかない場合は形勢に関わらず引き分けとなる。

#### 思考時間
持ち時間は5分（秒単位の切り捨てなし）。5分経過すると1手10秒の秒読みとなる。秒読みの状態で10秒経過すると考慮時間を1回消費し30秒が与えられる。3回の考慮時間をすべて消費してなお10秒以内に指せない場合は時間切れ負けとなる。
プロ棋士が参戦する場合、動画配信や多面指しなどが行われる関係からプロ棋士側のみ持ち時間無制限の場合もある。
ライフ制
先述の思考時間とは別にライフ制が導入されており、自分の手番になるとライフが消費され、ライフが0になった場合に対局を続けたい場合はクレジットを消費してライフを回復する（残りライフが100以下になると警告される）。コンティニューしない場合は投了負けとなる（ライフなどに関わらずゲーム中に投了することも可能）。プレイモード選択時に「買い取り」を選択すればライフ制にはならない（店舗設定によっては追加クレジットが必要な場合もある）。
コンティニュー
対局終了時のコンティニューに必要なクレジット数はライフまたは残り時間に依存する。ライフ制時には残りライフが一定値以上で、買い取り時には全国段位別対局限定で1回のプレイ時に3勝すると無料コンティニューができる（コンティニューせずに終了した場合はカウントが0勝に戻る）。どちらのモードでも勝利時にはコンティニュー判定のボーナスが加算される。PASELIが使用可能な状態ではプレイ毎に料金決済手段の切り替えが可能。

### プレイデータ
e-AMUSEMENT PASS使用時には、段位・勝敗数などのプレイデータの保存のほかにも対局履歴や使用した駒の種類別回数、囲いや飛車の位置などの戦績データが保存される。これらはプレイ終了時、もしくはe-AMUSEMENT PASSメンバーズサイト（2012年2月1日よりe-AMUSEMENT GATE）、携帯電話サイトコナミネットDX内のe-AMUSEMENTページで閲覧できる（2012年3月のサービス終了まで無料）。
将棋会2では棋譜の保存が可能になった。保存された棋譜はPASELIを使って購入することで、e-AMUSEMENT PASSメンバーズサイトで閲覧できる。

#### 段位システム
麻雀格闘倶楽部シリーズに類似した段位システムが取られている。
級位
初プレイ時に棋力判定を行い、級位が決められる。級位では経験値制が用いられており、経験値が一定値に達すると昇級できる。経験値は減少することは初段からの降格を除き存在しないため、プレー数を重ねることで昇級・初段へ昇格可能である。
なお、経験値授与の画面では九字護身法の漢字が刻まれており、級位が上昇すると点灯する。
段位
初段に昇格すると、それまでの指し方に応じて
- 火鬼神（攻撃型）
- 水鬼神（防御型）
- 風鬼神（急戦型）
- 土鬼神（持久戦型）

のいずれかの属性が与えられる。段位戦では対戦相手に勝利すると「宝玉」が与えられ、敗戦すると宝玉が奪われる。八段の状態で宝玉が47個に達すると「極位昇格の道」が行われ、宝玉47個以上を維持しつつ3連勝すると「極位」に昇格する。但し、極位でも宝玉数が46個以下になった時点で八段に降格する。
天位
極位に昇格すると最高位である「天位」に昇格する「天位昇格の道」が行われ、10連勝すると天位に昇格する。天位に昇格すれば、いくら連敗が続いても（天宝玉が0個になっても）天位から極位以下に降格されることはない。
将棋会2では「天宝玉」システムが登場。天宝玉は天位昇格時にまず5個支給され、天位同士の対局で移動する（段位との対局では宝玉が移動する）。天宝玉を10個集めるごとに「天位レベル」が1上がる（10の倍数個の状態で奪われるとレベルが1下がる）。

##### ランキング
宝玉数・連勝数・天位撃破数はそれぞれランキングとして集計されており、2010年4月のアップデート以降、全国100位以内にはそれぞれ「鬼神王」・「鬼神帝」・「鬼神聖」の称号が、全国1位にはそれぞれ「大鬼神王」・「大鬼神帝」・「大鬼神聖」の称号が与えられる。将棋会2では天宝玉数ランキングによる「天鬼神王」（全国1位には「大天鬼神王」）が追加された。

#### 指し手評価
プレイヤーの指し手は常にコンピュータに評価されており、有効な手を指した場合には「輝手」と呼ばれ、段位者の場合は「輝力メーター」が増加する。この輝力メーターがいっぱいになると輝石に変換される。輝石は格上の相手に勝利した場合でも獲得することがあり、輝石が10個たまると宝玉1個になる。
輝手以外にも振り飛車や棒銀など有名な定跡通りに指すと「定跡」、思わぬ手ながら効果的な場合は「妙手」などの評価や分析が行われる。これは、勝敗のみで指し手が評価されない『清水市代の女流将棋教室』や『おてなみ拝見』などの従来のアーケード将棋ゲームとは一線を画するシステムである。

### 鬼神瞑想システム
持ち時間に余裕がある場合に限り、対局中にコンピュータが次の一手を示すモード。さらに4手先までコンピュータと試し指しができる。このモードの間も、持ち時間とライフは消費されるので、終盤に使おうとすると持ち時間がなくなってしまう。計画的に使用しないとこの機能を生かし切れない。また、CPUはレベルにもよるが必ずしも瞑想中の通りに指してくれるわけではない。使用できる回数は級位・段位が上であるほど少なくなる（例、5級は1対局につき6回、極位および天位では1回など）。

### 演出
対局開始から30手ごとに演出が変化する。盤面の背景はそれぞれの季節風景が映し出される。また、BGMも季節風景にあわせて変化する（大会に参加している場合は、別の風景とBGMが用意され、盤には家紋風の模様が描かれている）。
対局途中、基本的な玉の囲い（矢倉、美濃、穴熊など）が完成した時に戦法に関連する風景画が出現する演出もある（基本的な戦法は居飛車以外小さな演出のみ）。また、成る事が出来る駒（玉と金以外）が成った場合も小さな演出が用意されている（例えば、指し手が「角成」の場合、着手した直後に成駒が丸く赤い光に包まれて、「成！」の音声と同時に成駒の字幕が現れる）。対局の進行状況によっては、コンピュータの判断により「優勢」「形勢逆転」「勝勢」の判定演出として、その1手を指した時に竜巻が起こる（その時のBGMのリズムが2倍に早く演奏され、背景も「暗闇と雷」の風景に変化するが、劣勢から優劣不明に持ち直せば、BGMは元のリズムで演奏され、背景も元に戻る。また、進行状況によっては優劣不明のまま、一気に「勝勢」の演出になる事も有り得る）。
王手がかかった時は、盤面から玉と王手をかけた駒が丸く光り、画面右端（相手から王手をかけられた場合は左端に）に「王手」の字幕が出ると同時に火柱が現れ、字幕が燃え尽きるように消える演出になっている（初段以上は、字幕の前に属性の鬼神が現れるが、連続王手の際の火柱は省略されている）。決着がつくと負けた側の玉が光を放ち落雷を受け、「詰み」「投了」「時間切れ」のいずれかの決着理由で字幕が現れる（初段以上は、落雷と同時に属性の鬼神が現れてから、いずれかの決着理由の字幕が現れる）。
この演出に関しては日本将棋連盟棋士の渡辺明竜王が実際にプレイし高評価を与えている。渡辺の感想では「ただ将棋を指すだけでなく、対局中の玉の囲いなどの派手な演出もすばらしかったし、たとえ初心者であっても安心して対局ができる」とのこと。この感想については、公式サイトで「インタビュー動画」として掲載されている。
将棋会2では演出の対象となる囲いや戦法が追加され、アヒル・箱入り娘などの囲いや早石田流三間飛車・石田流本組・カニカニ銀などの戦法にも演出が発生する。また、「両取りの桂」「たたきの歩」「桂頭の銀」などの手筋（部分的な局面における指し手）にも演出が発生する。（参考：天下一将棋会２プロモーションムービー）

## プロ棋士
将棋会2では渡辺明・羽生善治ら日本将棋連盟所属のプロ棋士・女流棋士20名が登場し、対局を演出する。
プロ棋士の魂
CPUの演出がプロ仕様に変更される。この時、CPU側の駒落ちでの対局となる。イベントでCPUに代わってプロ棋士本人が参戦する場合もある。
立会人
対局の前にプロ棋士が立ち会う演出が発生し、勝利すると揮毫が与えられる。この揮毫は成績閲覧画面で確認できる。発生条件は、2つの条件がある。
- 「全国順位戦」で規定の対局数で最終局であること（A級は10局目、B級は8局目、C級は6局目）
- 「全国順位戦」で各級の在籍クラスで特別昇級が懸かっている対局

| 棋士（男性） | 棋士（男性） | 棋士（男性） | 棋士（男性） | 棋士（男性） | 棋士（男性） |
| ------------ | ------------ | ------------ | ------------ | ------------ | ------------ |
| 羽生善治     | 渡辺明       | 久保利明     | 広瀬章人     | 谷川浩司     | 佐藤康光     |
| 森内俊之     | 深浦康市     | 橋本崇載     | 窪田義行     | 宮田敦史     |              |
| 女流棋士     |              |              |              |              |              |
| 甲斐智美     | 里見香奈     | 清水市代     | 矢内理絵子   | 上田初美     | 藤田綾       |
| 鈴木環那     | 熊倉紫野     | 中村桃子     |              |              |              |

## イベント及び大会

### 大会
不定期で期間内のポイントを競うイベントが行われる。
日程
原則として開催日の10:00に開始し、最終日の23:59で終了となる。
| 大会名                          | 日程                    | 日程             | セット数 | セット数 | 決勝進出（順位） | 決勝進出（順位） | 称号              | 備考            |
| 大会名                          | 予選                    | 決勝             | 予選     | 決勝     | A決勝            | B決勝            |                   |                 |
| ------------------------------- | ----------------------- | ---------------- | -------- | -------- | ---------------- | ---------------- | ----------------- | --------------- |
| 第1回全国大会                   | 2010年5月13日-5月23日   | 5月24日-5月30日  | 4        | 6        | 1-1000           |                  | 天帝              | 決勝は1グループ |
| 第1回棋帝戦                     | 2010年7月15日-7月28日   | 7月29日-8月8日   | 4        | 4        | 1-1000           | 1001-2000        | 棋帝              |                 |
| 第1回竜帝戦                     | 2011年4月28日-5月15日   | 5月16日-5月29日  | 6        | 6        | 1-1500           | 1501-3000        | 竜帝              |                 |
| 第1回雷帝戦                     | 2011年9月8日-9月19日    | 9月20日-9月25日  | 4        | 4        | 1-1200           | 1201-2400        | 雷帝              |                 |
| KONAMI Arcade Championship 2011 | 2011年10月20日-10月30日 | 10月31日-11月6日 | 6        | 6        | 1-1200           | 1201-2400        | KAC 2011 CHAMPION | [ 注 2 ]        |
| 第2回全国大会                   | 2012年2月6日-2月19日    | 2月20日-2月26日  | 4        | 4        | 1-1000           | 1001-2000        | 天帝              |                 |
| 第2回棋帝戦                     | 2012年6月21日-7月8日    | 7月9日-7月16日   | 4        | 4        | 1-1000           | 1001-2000        | 棋帝              |                 |
| 第2回竜帝戦                     | 2012年10月18日-11月4日  | 11月5日-11月11日 | 6        | 6        | 1-1200           | 1201-2400        | 竜帝              |                 |
| 第2回雷帝戦                     | 2013年2月28日-3月17日   | 3月18日-3月24日  | 6        | 6        | 1-1200           | 1201-2400        | 雷帝              |                 |
| 第3回全国大会                   | 2013年4月12日-4月29日   | 4月30日-5月6日   | 4        | 6        | 1-1000           | 1001-1500        | 天帝              |                 |
| 第3回棋帝戦                     | 2013年5月30日-6月16日   | 6月17日-6月30日  | 4        | 6        | 1-1000           | 1001-1500        | 棋帝              |                 |
| 第3回竜帝戦                     | 2013年9月5日-9月23日    | 9月24日-9月29日  | 4        | 6        | 1-1000           | 1001-1500        | 竜帝              |                 |

A決勝の優勝者（KAC2011は決勝ラウンド勝者）には表内の称号が、B決勝の優勝者にはトロフィーがゲーム上で授与される。また入賞者には天宝玉（天位）・宝玉（初段～極位）が与えられる（級位者は初段に昇格する）。

#### スコア算出方法
第1回全国大会
ポイントは規定の対局数から現在の対局者が所持している宝玉数（八段以上は固定数）及び連勝数から点数が算出される。算出方法は自身の連勝数×10+相手の宝玉数+相手の連勝数。自身の宝玉数は点数に加算しない。
- 例：A（宝玉数40、連勝数5）対B（宝玉数30、連勝数4）の対局でAが勝利した場合、Aの点数は5×10+30+4=84点となる。敗北したBはこの対局の獲得点数は0点で、セットも終了となる（引き分けによる連勝は継続される）。

連勝5対局に1セットが区切られ、セット内の最高スコアが大会スコアの対象となる。これを規定セット行い総合スコアが算出される。規定セット以上行った場合は、スコアの高いものから順に対象となる。
第1回棋帝戦以降
ポイントは規定の対局数から相手の勝率がポイントとして計算される。1セットのポイントは1回敗北するまでに連勝した対局相手の累計勝率の総和で算出される。決勝会場でプロ棋士本人が参戦する大会もあり、プロ棋士に勝利した場合は200点が与えられる。
- 例：C｛3連勝で165点（53+51+61）、勝率69％｝対D｛2連勝で80点（35+45）、勝率38％｝の対局でDが勝利した場合、Dの点数は80+69=149となり、敗北したCはこの対局の獲得点数は0点で、セットも終了となる（このセットの得点が165点で確定する）。引き分けはお互いに連勝ストップ。

#### KONAMI Arcade Championship2011
A会場の上位4名が東京ミッドタウンで開催される決勝ラウンド（ファイナルステージ）に参加できる。A会場次点の2名及び2ndステージB会場の上位2名が決勝ラウンド特別観覧席に招待された。
決勝ラウンドには久保利明・広瀬章人・上田初美が、12月4日のグランドフィナーレ（表彰式）には渡辺明・上田が出演した。
KACは2012年以降も開催しているが、本作が対象タイトルとなったのは2018年現在KAC2011（第1回）のみである。

### 天下一祭り
不定期で開催されるイベント。大きく分けて「チャレンジステージ」と最終日の1日のみ開催される「プレミアムステージ」に分けられる。
チャレンジステージでは全国順位戦・登竜門戦の対局中に特定の条件を満たすと「金貨」がもらえる。この「金貨」3枚で対局終了後に「銀の福引き」に挑戦することができる。福引きでは輝石など様々なアイテムがもらえるほか、「プレミアムパスのかけら」を入手することができる。この「かけら」を一定数集めると「プレミアムパス」となり、プレミアムステージ参加権を手に入れることができる。
プレミアムステージで金貨を集めると「金の福引き」が行え、より豪華なアイテム（宝玉など）がもらえる。開催日の特定の時間帯にプロ棋士が参戦する場合もある。

### 「天下一将棋会2」×「3月のライオン」コラボ・イベント 「3月のライオンへ挑戦！」
羽海野チカによる将棋を題材とした漫画、『3月のライオン』とのコラボレーションイベント。
漫画に登場するキャラクター（COM）と対戦をし、勝利する事で得られるスタンプを貯める事で、漫画の画像などの演出が得られる。「指導対局（COM側の駒落ちで低難易度）」と「真剣勝負（平手で高難易度）」の2種類で、対戦相手は桐山零・二海堂晴信・島田開の3名。「指導対局」にはシークレットとして、ヒロイン「川本ひなた」とプレイヤー側の17枚落ち（プレイヤーの手駒が玉と金2枚のみ）で対局するモードが追加されている。
- 第1回：2012年4月6日-30日
- 第2回：2012年8月2日-26日
- 第3回：2012年12月6日-24日